# Henry Claude Robert Napias
Pour les articles homonymes, voir Napias.
Henry Claude Robert Napias est un médecin français né à Sézanne le 7 mars 1842 et mort à Paris 1er le 28 avril 1901. 
Il fut médecin de marine en début de carrière et se fixait à Paris après la Guerre de 1870, fondateur en 1877 de la Société de médecine publique et d'hygiène professionnelle. Il fut inspecteur du travail, inspecteur général des services administratifs pour les établissements hospitaliers, membre de l'Académie de médecine, directeur de l'Assistance Publique à Paris. Il est décédé à l'âge de cinquante-neuf ans.

## Décorations
Il est promu officier de la Légion d'honneur en 1893.

## Publications
- Le Mal qu'on a dit des médecins ; conférence faite à la loge maçonnique ″Le Progrès″, Paris, 1880.
- Les Hôpitaux d'isolement en Europe, Paris, 1888.
- L'Assistance publique dans le département de Sambre-et-Loire, Paris, 1890.
- De l'Organisation des crèches, Rouen, 1897.
- Administration générale de l'Assistance publique à Paris. L'Assistance publique en 1900, Paris, 1900.

## Divers
- Il est cité[3] à deux reprises par Alphonse Allais dans le conte Feu (Le Parapluie de l'Escouade), (édition consultée: La Barbe et autres contes, Ed. 10/18, Paris 1963, pp. 101-102).